# Hoa Quyền

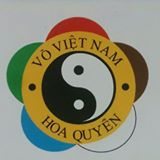
Hoa Quyen Sign

## Hoa Quyền của miền Bắc Trung Hoa
Tương truyền đầu đời Thanh, triều vua Khang Hy (tức Thanh Thánh tổ Huyền Hoa, làm vua 1662-1723) và triều Ung Chính (tức Thanh Thế Tôn Dân Chân làm vua 1723- 1736), Hoa Quyền do Cam Phượng Trì ở Nam Kinh sáng tác ra.nghiên cứu trong điển tích chung thì môn huyền công này là điểm trung chuyển lên bộ thượng( tức Tẩy Tuỷ Đạt Ma Sấm)
Trước khi khởi thế Hoa quyền, đầu tiên quay tâm quyền trái ra ngoài, tâm quyền phải áp sát lưng quyền trái hai cánh tay thành hình tròn bắt đầu từ phải sang trái đưa nửa vòng cung trước ngực gọi là "thanh thủ". Đặc điểm của kỹ pháp là: giá thế vững mạnh, hình như tướng hổ, bộ(pháp) động như bay, chân tay theo nhau.
Bài bản hoa quyền chủ yếu và kỹ pháp có tán thủ 120 chữ, 72 đường cầm nã, 36 đòn chân (thoái), 24 thế, 88 thế ngã v.v... Khi giao đấu bằng Hoa quyền thì hai tay giữ vung tim và hạ bộ, quen nghiêng mình tấn công.
Cũng có lời truyền thuyết rằng Hoa Quyền là do vua Khang Hy nhà Thanh là người rất hâm mộ võ Thiếu Lâm sáng tác ra. Tại cổng chính của chùa Thiếu Lâm Tung Sơn ở huyện Đăng Phong, tỉnh Hà Nam còn có bút tích của vua Khang Hy viếng thăm chùa.

## Hoa Quyền tại Đông Nam Á-Việt Nam
Hoa Quyền là một võ phái cổ truyền tại Việt Nam, do võ sư Hoàng Văn Thơ sáng lập dựa trên những sở học của bản thân.
Võ sư sáng tổ Hoàng Văn Thơ vốn là nông dân nghèo phải đi làm thuê ở nhiều nơi vùng Bắc bộ Việt Nam để kiếm sống, nhờ đó mà ông đã có dịp học võ với nhiều thầy cả người Việt lẫn người Hoa ở các vùng khác nhau. Ông truyền nghệ cho con trai mình là Hoàng Thanh Vân (sinh năm 1922 tại Hưng Yên) trong khoảng thời gian từ năm 1930 đến năm 1950 với tên gọi của hệ thống là môn võ Hoa Quyền của dòng họ Hoàng. Lão võ sư Hoàng Thanh Vân cứ theo đó gọi môn phái của mình là Hoa Quyền. Hiện nay, võ sư Hoàng Trường Giang (con trai của Cố đại lão võ sư Hoàng Thanh Vân) kế nghiệp là chưởng môn đời thứ ba của Môn phái Hoa Quyền.

### Kỹ thuật
Môn phái Hoa Quyền có phần cơ bản công phu rèn luyện thập hình (thủ, nhãn, thân, yêu, túc, thức, đảm, khí, kình, thần) trong khoảng 3 năm. Sau đó, môn sinh sẽ bắt đầu được truyền thụ 18 bài Hoa Quyền, cùng các loại binh khí như: kiếm, côn, đao, song ngư, lưỡng đầu thiết lĩnh, cửu khúc nhuyễn tiên, song phủ (búa), song chùy, thiết phiến (quạt), và các bài đối luyện có qui ước (tay không và vũ khí). Đặc biệt, trong vốn liếng sở học võ thuật của môn phái Hoa Quyền, lão võ sư còn cho biết có những bài võ truyền thống Việt Nam như: Ngọc trản ngân đài, Lão mai quyền, Thần đồng quyền, Xung thiên đại đao (Siêu xung thiên), Gươm trường thảo pháp và các bài côn. Bài Phong Hoa Đao của Môn phái Hoa Quyền đã chính thức được công nhận là bài quy định Quốc gia của Liên đoàn Võ cổ truyền Việt Nam. Được giảng dạy và phổ biến trong và ngoài nước trên toàn hệ thống của Liên đoàn.
Hiện tổng đường của Môn phái Hoa quyền tại 39 phố Quang Trung, Hà Nội.
Trước khi luyện, ngồi theo tư thế cửu phẩm liên hoa, tức khoanh chân như khi thiền quán, hai lòng bàn tay xoa, ấn mạnh châu thân theo quỹ đạo lưỡng nghi( âm dương lưỡng cực nhằm đưa thân thể vào trạng thái máu huyết tụ chấn thủy...kình lực là từ đất chuyển hoá qua hông eo, trước khi phát kình...tập 30 năm tăng dần từ 5000 quyền 1 ngày lên 50000 ngàn quyền... Uy lực vô cùng khủng khiếp...sánh ngang các môn dương cương huyền công khác mà không hề dùng đến thuốc ngâm tẩm hoặc sang chấn thương khi luyện.
- Võ thuật
- Võ Thiếu Lâm
- Võ Đang Phái
- Nga Mi Võ Phái
- Tượng Hình Quyền
- Trường Quyền
- Nam Quyền
- Hồng Gia Quyền
- Bạch Mi Quyền
- Vịnh Xuân Quyền
- Ngũ Mai
- Phương Thế Ngọc
- Hoàng quyền